# Tankönyvper
A tankönyvper 1958-ban a romániai általános iskolai magyar nyelv és a középiskolás magyar irodalom tankönyvek szerzői-szerkesztői ellen indított politikai koncepciós per volt. Előzménye, hogy 1955–56-ban, az oktatási minisztérium új magyar nyelv és irodalom tankönyvek (szöveggyűjtemények) összeállítására, megíratására adott megbízást több, az oktatásban kiváló kolozsvári középiskolai és egyetemi tanárnak. A tankönyvek egy része elkészült és meg is jelent, tükrözve a magyar forradalom előtti idők oldottabb, az irodalmi örökség irányában is tárgyilagosabb szellemét. A magyar forradalom leverését követő politikai megtorlások rendjén aztán a „nacionalizmus és nemzeti elszigetelődés” előlegezett vádja alapján ezeket a tankönyveket újralektoráltatták és szerzőiket, szerkesztőiket felelősségre vonták.
A felelősségre vonásnál, amelynek színhelye a bukaresti Párttörténeti Múzeum előadóterme volt, maga a pártfőtitkár, Gheorghe Gheorghiu-Dej elnökölt. A vádat a KB Propagandaosztályának vezetője, Traian Pop (későbbi oktatásügyi miniszterhelyettes, az 1980-as években budapesti román nagykövet) és a Sajtófőigazgatóság (a cenzúrahivatal) vezetője, Dumitru Ardeleanu terjesztette elő, s ebben a tankönyveket „nacionalista szellemmel, az irredentizmust tápláló nemzeti gőggel, ellenforradalmi tartalmak becsempészésével” vádolták (többek között a Himnusz és a Szózat, továbbá Berzsenyi Dániel és Petőfi Sándor néhány verse szerepelt a szöveggyűjteményben). Az általános iskolai tankönyvek helyesírási szótári részében pedig felülről lefelé összeolvasott szavakból konstruált mondatok képezték az „ellenforradalmi tartalmak becsempészése” vádját.
A támadások éle a Tanügy-minisztériumban létrehozott Nemzetiségi Osztály ellen irányult, amelyet még 1956-ban létesítettek és amelynek vezetője Bányai László (a Bolyai Tudományegyetem korábbi rektora) volt. Gyakorlatilag azonban a tankönyvkiadó magyar szerkesztőségének és a magyar tanárok közösségének megfélemlítését kívánták elérni. Fegyelmi büntetéssel megfosztották állásától a tankönyvek szerkesztőit: Bernád Ágostont és Hatházy Ferencet, a lektorok közül Soó Évát, fegyelmit kapott az irodalomtörténeti szöveggyűjtemények szerkesztője, Negreanuné Győri Magda, valamint a lektorai (Csehi Gyula, Dévai Ilona, Jancsó Elemér, Szigeti József) is. A kiadó több szerkesztőjét, a tankönyvszerzők közül pedig Fejér Miklóst és Nagy Jenőt, valamint a korábban egy másik koncepciós perben elítélt Gazda Ferencet hónapokon át a Securitate is vallatta, és a legbrutálisabb eszközökkel megpróbálták rákényszeríteni őket arra, hogy ismerjék el a vádakat. Végül Gazda Ferencet 10 évre ítélték, Fejér Miklós, Jócsák János és Nagy Jenő pedig csak évek múlva térhetett vissza a tanügybe.
Az eredmény az lett, hogy mintegy tíz évre úgyszólván megbénult a magyar tankönyvkiadás. Új tanterveket dolgoztattak ki, amelyekben a magyar irodalomoktatást szinte teljesen megfosztották történelmi összefüggéseitől, tankönyvek helyett csak szöveggyűjtemények készülhettek, amelyekben román irodalmi szemelvényeknek is szerepelniük kellett, a középiskolák utolsó osztályának tananyagát pedig kizárólag az 1918 utáni romániai magyar irodalom tette ki.
Nagyobb összefüggésben ekkor indult be átfogó rendszerességgel az addig önállóan működő magyar általános és középiskolák összevonása a román tannyelvű iskolákkal, ami hosszabb távon a magyar párhuzamos osztályok elsorvasztását, felszámolását eredményezte.